# Isatina
La Isatina es un derivado del indol. El compuesto fue obtenido por primera vez por Herdman and Laurent en 1841 como producto de la oxidación del índigo por acción del ácido nítrico y ácidos crómicos. El compuesto se encuentra en muchas plantas, tales como Isatis tectoria, Celante díscolo y  
La bases de sheriff de la isa tina son investigadas por sus propiedades farmacéuticas.
La isa tina forma un pigmento azul si se le mezcla con ácido sulfúrico y benceno crudo. Por muchos años se creyó que la formación de la indofenina se debía a la reacción de la isa tina con benceno, pero Víctor Meyer pudo aislar la sustancia responsable, la cual resultó ser tiofeno. A continuación se muestra el espectro calculado de RMN-H1 a 300MHz

## Abundancia en la naturaleza
En la naturaleza, la isa tina se encuentra en plantas del género Isatis, en Celante discoloro, y en Couroupita guianensis. También se ha encontrado como componente de la glándula parótida de los sapos del género Bufo y en humanos como metabolito de la adrenalina. Las isatinas sustituidas se encuentran en plantas, como los alcaloides melosatínicos (metoxifenil isatinas) obtenidas de las plantas Melochia tomentosa.  Los hongos Streptomyces albus producen 6-(3’-metilbuten-2’-il)isatina mientras que la (3’-metilbuten-2’-il)isatina se ha aislado del hongo Chaetomium globosum. La isatina se ha encontrado también en el alquitrán de hulla.
Se ha observado que la isatina se genera de forma endógena en el cuerpo humano y podría actuar como inhibidor endógeno de la MAO-B, lo que podría estar relacionado con la enfermedad de Parkinson debido a su efecto sobre la neurotransmisión dopaminérgica.Otro de los efectos observados experimentalmente en la neuroquímica cerebral es el aumento de los niveles de glutamato y taurina. Además podría funcionar sinérgicamente con fármacos antoparkinsonianos.

## Síntesis
La isatina se encuentra disponible comercialmente. Puede ser preparada por varios métodos:
- Por ciclización partiendo de hidrato de cloral, anilina e hidroxilamina en presencia de ácido sulfúrico:.[12][13] Este método se denomina Síntesis de isatina por isonitrosoacetanilida de Sandmeyer y fue descubierta por Traugott Sandmeyer in 1919.

- Por condensación con difeniltiourea y cianuro de potasio en presencia de carbonato de plomo de acuerdo a lo que se denomina Síntesis de Isatina con difenilurea de Sandmeyer (Sandmeyer 1903).[14]

- A partir de su indol correspondiente por una mezcla de cloruro de indio III (InCl3) e IBX en una solución acetonitrilo-agua a 80 °C.[15]